# Max Ludwig (Musiker)
Max Ludwig (* 25. Oktober 1882 in Glauchau; † 27. September 1945 in Leipzig) war ein deutscher Dirigent, Organist, Chorleiter, Komponist und Hochschullehrer.

## Leben

### Familie
Max Ludwig war der Sohn des Webermeisters Johann Heinrich Ludwig (1845–1909) und dessen Ehefrau Marie, geborene Baumann (1846–1909). 
1921 heiratete er Marie Haedicke. Der Ehe entstammten die Kinder Joachim (1923–1944), Maria (* 1926) und Christa (1926–1928).

### Werdegang
Nach dem Besuch des Lehrerseminars in Waldenburg studierte er von 1908 bis 1910 am Leipziger Konservatorium. Er war Schüler von Ferruccio Busoni, Max Reger und Robert Teichmüller.

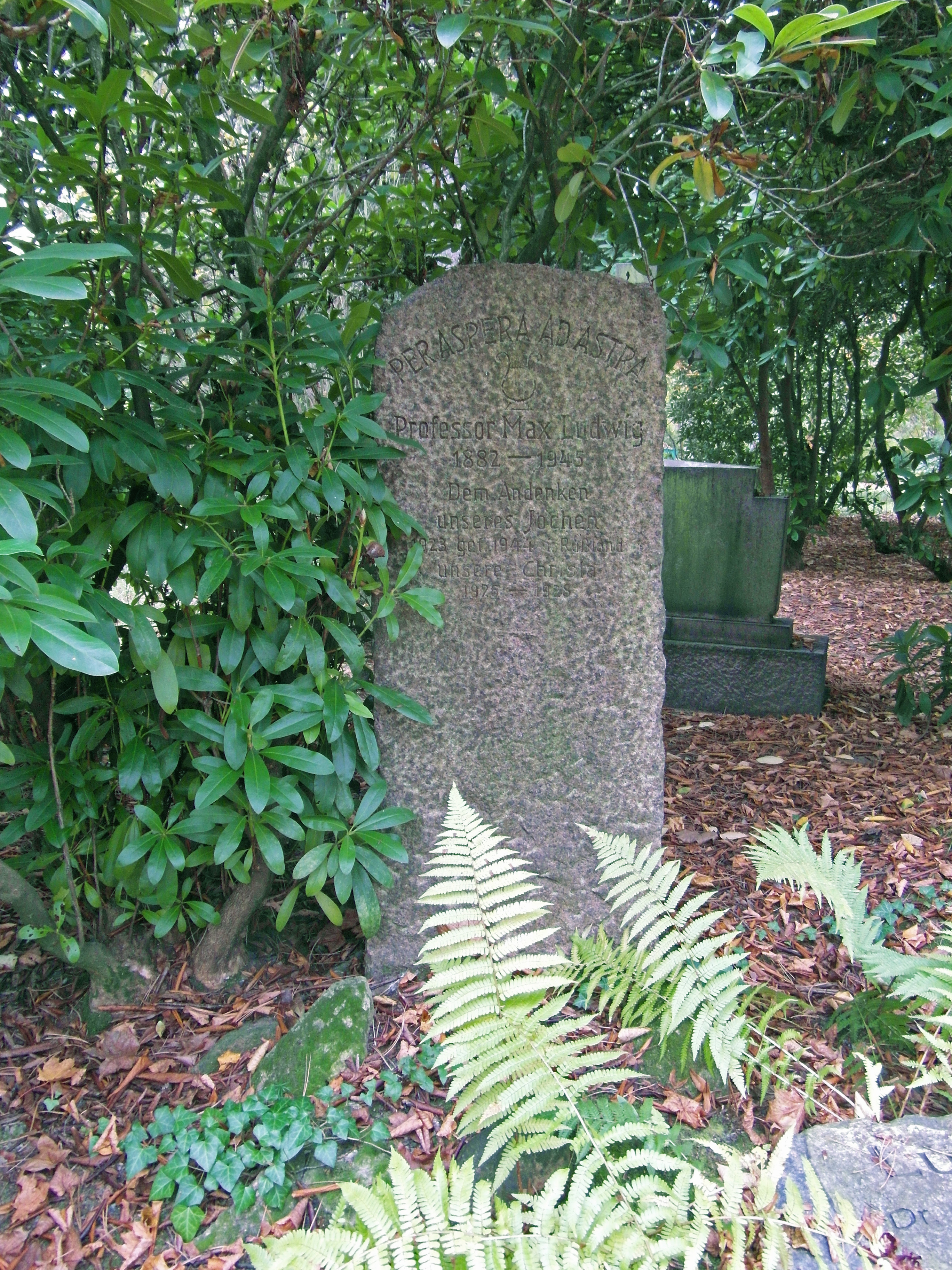
Grabstätte Max Ludwig und Angehörige

Nach Abschluss seiner Studien übernahm er zunächst die Leitung des Lehrergesangvereins in Halle (Saale), anschließend dirigierte er den Neuen Leipziger Männergesangverein und gemischte Chöre innerhalb und außerhalb von Leipzig. Bekanntheit erlangte er als Dirigent des Riedel-Vereins, als Leiter des Leipziger Schubertbundes und Mitdirigent der Leipziger Philharmonischen Konzerte. Im Winterhalbjahr 1930/1931 dirigierte er in der Alberthalle neben Alfred Szendrei das Rundfunk-Sinfonieorchester Leipzig. Zum 1. Mai 1933 trat er der NSDAP bei.
Hauptberuflich wirkte Max Ludwig als Kantor und Organist an der Leipziger Peterskirche sowie als Professor für Musiktheorie und Komposition am Leipziger Konservatorium. Zu seinen Schülern gehörten Antiochos Evangelatos, Erich Sehlbach und Hans-Martin Majewski. 
Max Ludwig komponierte mehrere Chor- und Orgelwerke. 
Sein Grab befindet sich auf dem Südfriedhof in Leipzig.

## Ehrungen
- 1932: Ernennung zum Professor der Musik

## Werke
- Nun ist der Tag geschieden nach einem Gedicht von Heinrich Brandt (für Chor SATB)[2]
- Wer nur den lieben Gott lässt walten (Choralvorspiel)[3]